# Pavonia makoyana
Pavonia makoyana är en malvaväxtart som beskrevs av E. Morr.. Pavonia makoyana ingår i släktet påfågelsmalvor, och familjen malvaväxter. Inga underarter finns listade i Catalogue of Life.

## Bildgalleri

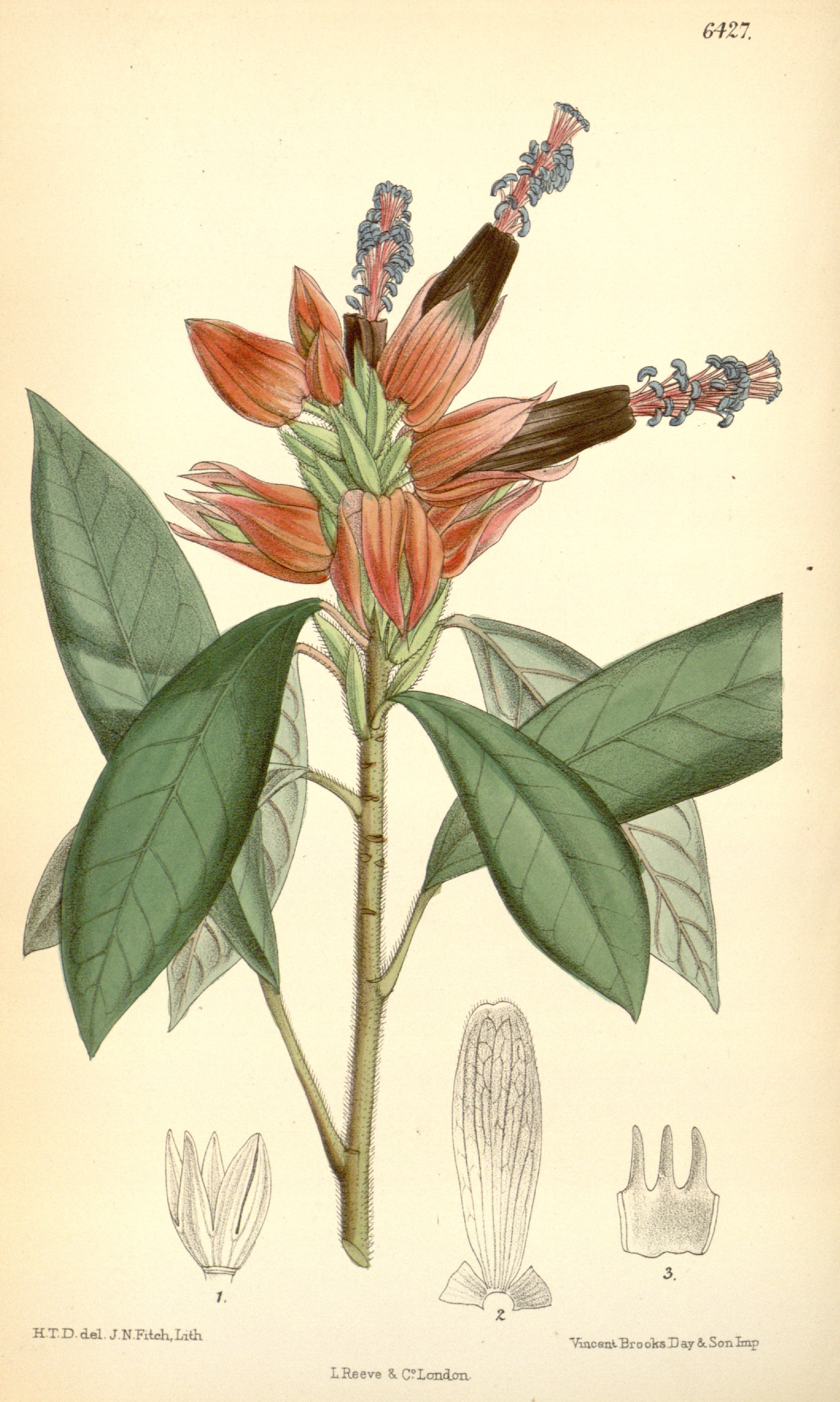